# Super League XVIII
Die Super League XVIII war im Jahr 2013 die achtzehnte Saison der Super League in der Sportart Rugby League. Den ersten Tabellenplatz nach Ende der regulären Saison belegten die Huddersfield Giants, die im Halbfinale gegen die Warrington Wolves ausschieden. Diese verloren im Finale 16:30 gegen die Wigan Warriors, die damit die Super League zum dritten Mal gewannen.

## Tabelle
|     | Team                       | Spiele | Siege | Unent. | Ndlg. | Spiel- punkte | Diff. | Tabellen- punkte |
| --- | -------------------------- | ------ | ----- | ------ | ----- | ------------- | ----- | ---------------- |
| 01. | Huddersfield Giants        | 27     | 21    | 0      | 6     | 851:507       | + 344 | 42               |
| 02. | Warrington Wolves          | 27     | 20    | 1      | 6     | 836:461       | + 375 | 41               |
| 03. | Leeds Rhinos               | 27     | 18    | 1      | 8     | 712:507       | + 205 | 37               |
| 04. | Wigan Warriors             | 27     | 17    | 1      | 9     | 816:460       | + 199 | 36               |
| 05. | St Helens                  | 27     | 15    | 1      | 11    | 678:536       | + 142 | 31               |
| 06. | Hull FC                    | 27     | 13    | 2      | 12    | 652:563       | + 89  | 28               |
| 07. | Dragons Catalans           | 27     | 13    | 2      | 12    | 619:604       | + 15  | 28               |
| 08. | Hull Kingston Rovers       | 27     | 13    | 0      | 14    | 642:760       | - 118 | 26               |
| 09. | Bradford Bulls             | 27     | 10    | 2      | 15    | 640:658       | - 18  | 22               |
| 10. | Widnes Vikings             | 27     | 10    | 2      | 15    | 695:841       | - 146 | 22               |
| 11. | Wakefield Trinity Wildcats | 27     | 10    | 1      | 16    | 660:749       | − 89  | 21               |
| 12. | Castleford Tigers          | 27     | 9     | 2      | 16    | 702:881       | − 179 | 20               |
| 13. | London Broncos             | 27     | 5     | 2      | 20    | 487:946       | − 459 | 12               |
| 14. | Salford City Reds          | 27     | 6     | 1      | 20    | 436:953       | − 517 | 11*              |

- Salford wurden am 24. Juli 2 Punkte abgezogen, weil sie während eines Spiels gegen Castleford zwischenzeitlich 14 Spieler auf dem Feld hatten[1].

## Playoffs

### Qualifikations/Ausscheidungs-Playoffs
| 12. September 20:00 | Huddersfield Giants | 8 : 22 | Wigan Warriors | John Smith’s Stadium, Huddersfield Zuschauer: 8.000 Schiedsrichter: Phil Bentham |
| 12. September 20:00 |                     |        |                | John Smith’s Stadium, Huddersfield Zuschauer: 8.000 Schiedsrichter: Phil Bentham |

| 13. September 20:00 | Hull FC | 14 : 4 | Dragons Catalans | KC Stadium, Hull Zuschauer: 4.970 Schiedsrichter: Ben Thaler |
| 13. September 20:00 |         |        |                  | KC Stadium, Hull Zuschauer: 4.970 Schiedsrichter: Ben Thaler |

| 14. September 15:00 | Warrington Wolves | 40 : 20 | Leeds Rhinos | Halliwell Jones Stadium, Warrington Zuschauer: 8.695 Schiedsrichter: James Child |
| 14. September 15:00 |                   |         |              | Halliwell Jones Stadium, Warrington Zuschauer: 8.695 Schiedsrichter: James Child |

| 14. September 17:00 | St Helens | 46 : 10 | Hull Kingston Rovers | Langtree Park, St Helens Zuschauer: 9.926 Schiedsrichter: Richard Silverwood |
| 14. September 17:00 |           |         |                      | Langtree Park, St Helens Zuschauer: 9.926 Schiedsrichter: Richard Silverwood |

### Viertelfinale
| 19. September 20:00 | Huddersfield Giants | 76 : 18 | Hull FC | John Smith’s Stadium, Huddersfield Zuschauer: 5.547 Schiedsrichter: Richard Silverwood |
| 19. September 20:00 |                     |         |         | John Smith’s Stadium, Huddersfield Zuschauer: 5.547 Schiedsrichter: Richard Silverwood |

| 20. September 20:00 | Leeds Rhinos | 11 : 10 | St Helens | Headingley Carnegie Stadium, Leeds Zuschauer: 12.189 Schiedsrichter: Phil Bentham |
| 20. September 20:00 |              |         |           | Headingley Carnegie Stadium, Leeds Zuschauer: 12.189 Schiedsrichter: Phil Bentham |

### Halbfinale
| 26. September 20:00 | Warrington Wolves | 30 : 22 | Huddersfield Giants | Halliwell Jones Stadium, Warrington Zuschauer: 10.042 Schiedsrichter: Richard Silverwood |
| 26. September 20:00 |                   |         |                     | Halliwell Jones Stadium, Warrington Zuschauer: 10.042 Schiedsrichter: Richard Silverwood |

| 27. September 20:00 | Wigan Warriors | 22 : 12 | Leeds Rhinos | DW Stadium, Wigan Zuschauer: 14.600 Schiedsrichter: Phil Bentham |
| 27. September 20:00 |                |         |              | DW Stadium, Wigan Zuschauer: 14.600 Schiedsrichter: Phil Bentham |

### Grand Final
| 5. Oktober 2013 18:00 | Wigan Warriors | 30 : 16 | Warrington Wolves                                                                            | Old Trafford, Trafford Zuschauer: 66.281 Schiedsrichter: Richard Silverwood |
| 5. Oktober 2013 18:00 | Versuche: Goulding 38. n.erh. McIlorum 49. erh. Charnley 53. erh. Green 65. erh. Richards 74. erh. Erhöhungen: Richards (4/5) Straftritte: Richards 11. | (6:16)  | Versuche: J. Monaghan 21. n.erh. Grix 24. erh. Westwood 26. erh. Erhöhungen: Ratchford (2/3) | Old Trafford, Trafford Zuschauer: 66.281 Schiedsrichter: Richard Silverwood |

| 1                  | Sam Tomkins      |
| 2                  | Josh Charnley    |
| 3                  | Darrell Goulding |
| 17                 | Iain Thornley    |
| 5                  | Pat Richards     |
| 6                  | Blake Green      |
| 7                  | Matty Smith      |
| 20                 | Gil Dudson       |
| 9                  | Michael McIlorum |
| 10                 | Lee Mossop       |
| 11                 | Harrison Hansen  |
| 12                 | Liam Farrell     |
| 13                 | Sean O’Loughlin  |
| Auswechselspieler: |                  |
| 4                  | Jack Hughes      |
| 15                 | Ben Flower       |
| 21                 | Scott Taylor     |
| 26                 | Dom Crosby       |

| 19                 | Stefan Ratchford |
| 2                  | Chris Riley      |
| 3                  | Chris Bridge     |
| 4                  | Ryan Atkins      |
| 5                  | Joel Monaghan    |
| 6                  | Lee Briers       |
| 7                  | Richie Myler     |
| 16                 | Paul Wood        |
| 14                 | Mickey Higham    |
| 18                 | Chris Hill       |
| 12                 | Ben Westwood     |
| 15                 | Simon Grix       |
| 13                 | Ben Harrison     |
| Auswechselspieler: |                  |
| 8                  | Adrian Morley    |
| 9                  | Michael Monaghan |
| 10                 | Garreth Carvell  |
| 17                 | Michael Cooper   |

## Statistik
Meiste erzielte Versuche
|     | Name                | Versuche | Verein              |
| --- | ------------------- | -------- | ------------------- |
| 1.  | Josh Charnley       | 33       | Wigan Warriors      |
| 2.  | Joel Monaghan       | 25       | Warrington Wolves   |
| 3.  | Sam Tomkins         | 23       | Wigan Warriors      |
| 4.  | Jarrod Sammut       | 22       | Bradford Bulls      |
| 5.  | Justin Carney       | 21       | Castleford Tigers   |
| 6.  | Aaron Murphy        | 20       | Huddersfield Giants |
| 7.  | Ben Crooks          | 19       | Hull FC             |
| 7.  | Shaun Lunt          | 19       | Huddersfield Giants |
| 7.  | Jermaine McGillvary | 19       | Huddersfield Giants |
| 10. | Kieran Dixon        | 18       | London Broncos      |

Meiste erzielte Punkte
|     | Name           | Punkte | Verein                     |
| --- | -------------- | ------ | -------------------------- |
| 1.  | Danny Brough   | 281    | Huddersfield Giants        |
| 2.  | Pat Richards   | 239    | Wigan Warriors             |
| 3.  | Kevin Sinfield | 202    | Leeds Rhinos               |
| 4.  | Michael Dobson | 191    | Hull Kingston Rovers       |
| 5.  | Thomas Bosc    | 167    | Dragons Catalans           |
| 6.  | Brett Hodgson  | 157    | Warrington Wolves          |
| 7.  | Jamie Foster   | 154    | Bradford Bulls             |
| 8.  | Jack Owens     | 152    | Widnes Vikings             |
| 9.  | Lee Smith      | 146    | Wakefield Trinity Wildcats |
| 10. | Josh Charnley  | 142    | Wigan Warriors             |